# Pachnobia nigricans
Pachnobia nigricans là một loài bướm đêm trong họ Noctuidae.